# Gare de Vigneux-sur-Seine
La gare de Vigneux-sur-Seine est une gare ferroviaire française de la ligne de Villeneuve-Saint-Georges à Montargis, située sur le territoire de la commune de Vigneux-sur-Seine, dans le département de l'Essonne en région Île-de-France.
C'est une gare de la Société nationale des chemins de fer français (SNCF) desservie par les trains de la ligne D du RER. Elle se situe à une distance d'environ 18 km de Paris-Gare-de-Lyon.

## Situation ferroviaire
La gare de Vigneux-sur-Seine, établie à 40 m d'altitude, est située au point kilométrique (PK) 17,832 de la ligne de Villeneuve-Saint-Georges à Montargis, entre les gares de Villeneuve-Saint-Georges et Juvisy.

## Histoire

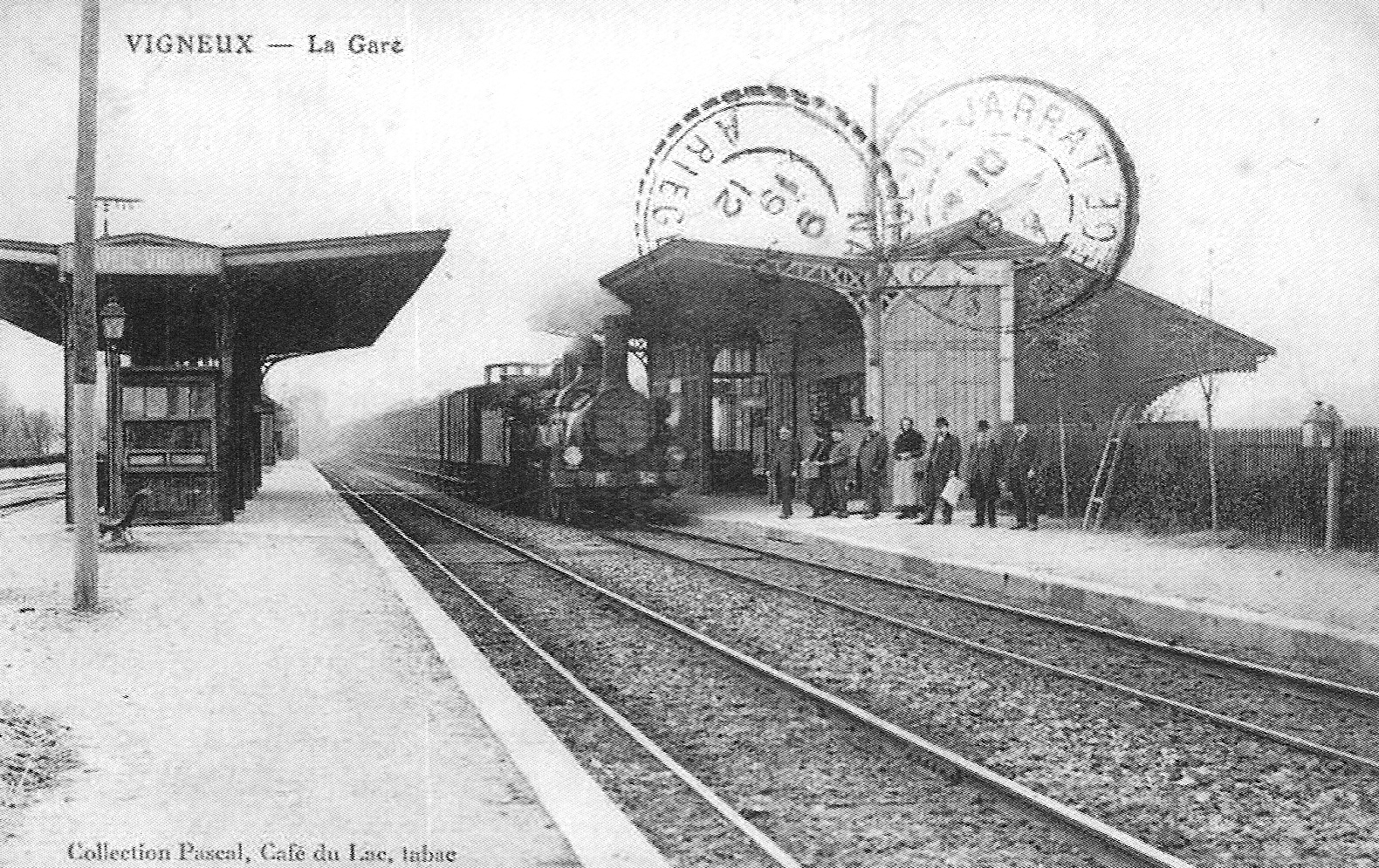
L'intérieur de la gare au début du XXe siècle.

## Service des voyageurs

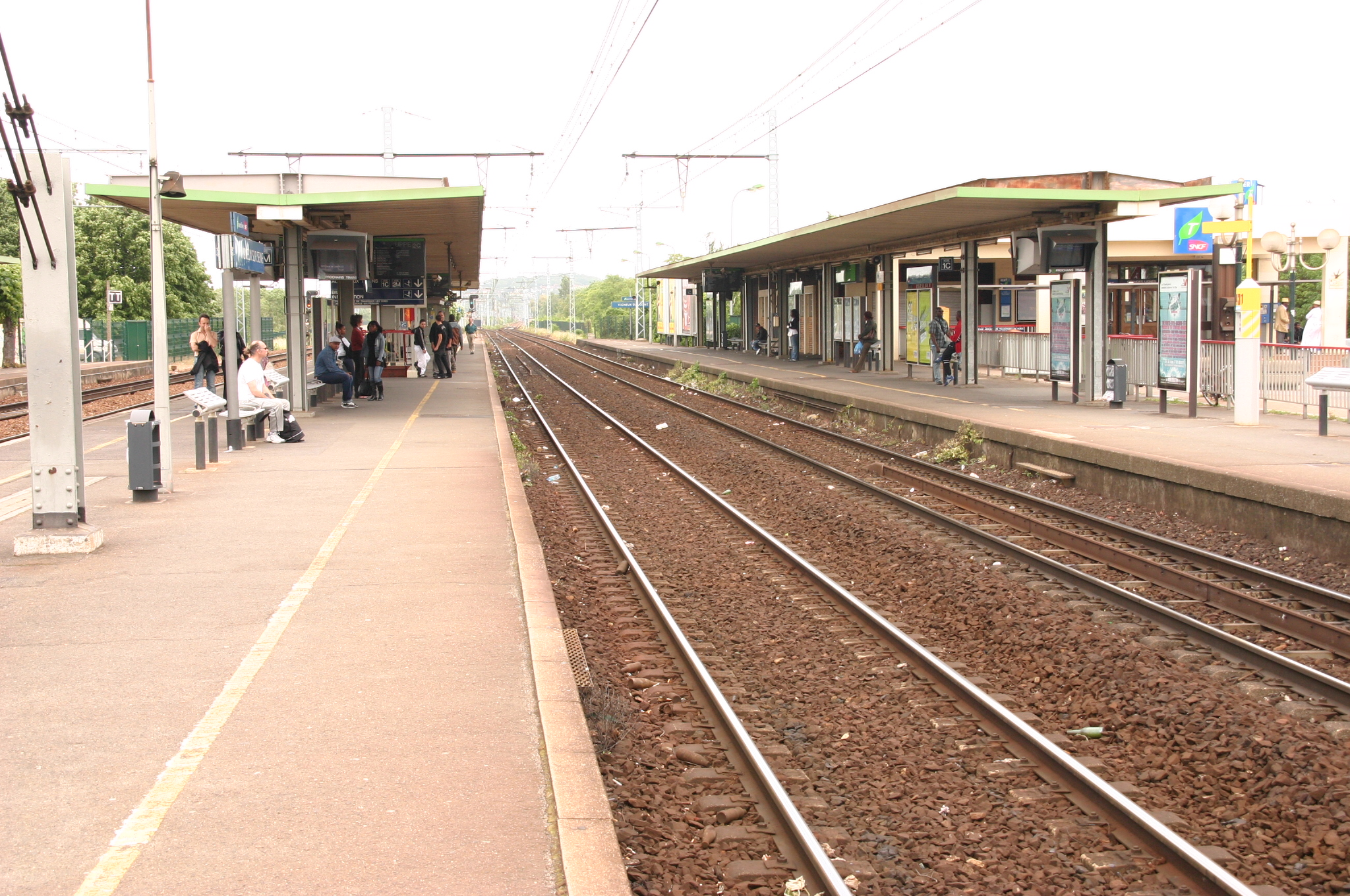
À gauche : voie 2C direction Paris ; à droite : voie 1C direction Corbeil.

### Accueil
Le bâtiment voyageurs actuel, en service depuis 1973, a remplacé les installations d'origine jugées inadaptées face au fort accroissement de population après la guerre.

### Desserte
La gare est desservie par les trains de la ligne D du RER.

### Intermodalité
Après guerre, un parking gratuit est aménagé. Il est agrandi en 1975
La gare est desservie par les lignes 4113, 4114, 4115, 4118, 4150, 4160, 4161 et Soirée Vigneux-sur-Seine du réseau de bus Val d'Yerres Val de Seine et, la nuit, par la ligne N135 du réseau Noctilien.
Dès le XXe siècle, les cafés environnants servent de consigne privée pour le stationnement des cycles, avant de disparaître après guerre. Dans les années 2000, à l'occasion de la rénovation de la gare, un stationnement vélo extérieur couvert est aménagé. En 2021, la région Île-de-France aménage un espace Véligo de stationnement payant sécurisé[réf. nécessaire].

## Fréquentation
De 2015 à 2020, selon les estimations de la SNCF, la fréquentation annuelle de la gare s'élève aux nombres indiqués dans le tableau ci-dessous.
| Année     | 2015      | 2016      | 2017      | 2018      | 2019      | 2020      | 2021      | 2022      | 2023      |
| --------- | --------- | --------- | --------- | --------- | --------- | --------- | --------- | --------- | --------- |
| Voyageurs | 6 569 971 | 6 625 906 | 6 647 451 | 6 554 135 | 6 458 442 | 3 080 249 | 4 745 315 | 5 334 560 | 5 676 833 |

## Poste de commande centralisée du réseau
Près de la gare est installé un des seize postes de commande centralisée du réseau (CCR) planifiés sur le réseau ferré national. Ce poste d'aiguillage informatique est mis en service les 18 et 19 mars 2017, période pendant laquelle aucune circulation n'a lieu sur une zone s'étendant à 9 kilomètres au sud de la gare de Lyon, jusqu’au carrefour Pompadour. Le CCR remplace les postes d'aiguillages électromécaniques de technologie Saxby datant de 1933. Il contrôle les arrivées et départs de la gare de Bercy et de la gare de Lyon. En 2017, le CCR gère quotidiennement 960 circulations dont 420 RER de la ligne D, 260 autres trains (TER, Intercités, etc.), 200 TGV et 100 mouvements techniques ou de service sur 876 itinéraires, 235 aiguillages et 137 signaux

## Projet
Il est envisagé de prolonger la ligne 18 du métro en passant par la gare de Vigneux-sur-Seine qui en deviendrait une station dans le cadre d'un prolongement jusqu'à Boissy-Saint-Léger.